# How a French Nobleman Got a Wife Through the 'New York Herald' Personal Columns
How a French Nobleman Got a Wife Through the 'New York Herald' Personal Columns je americký němý film z roku 1904. Režisérem je Edwin S. Porter (1870–1941). Film trvá zhruba 11 minut a premiéru měl v září 1904. Film se natáčel v Upper West Side na Manhattanu v New Yorku. Film je považován za remake snímku Personal (1904), který režíroval Wallace McCutcheon Sr. (1858/1862–1918).